# Surik
Il surik è una spada tradizionale originaria dell'isola di Timor.

## Descrizione
È un'arma dotata di lama ad un solo filo, che si restringe verso la punta. Il manico è realizzato in corno e decorato con peli di capra o crine di cavallo.  Al centro dell'impugnatura può essere presente una decorazione ad intaglio raffigurante un occhio, che, secondo le credenze popolari, dovrebbe aumentare i poteri soprannaturali dell'arma. Il fodero è in legno.

## Cultura
Per le popolazioni della provincia delle Piccole Isole della Sonda il surik è considerato una spada sacra, le cui facoltà soprannaturali dipendono dalla persona che la adopera. Inoltre si ritiene che i comuni cittadini non possano toccare la spada, che altrimenti si ritorcerebbe contro il portatore. A questo scopo, la decisione di chi debba portare il surik in battaglia è presa durante lo svolgimento di assemblee comunitarie. L'arma è usata anche in una danza tradizionale chiamata tari surik laleok. Il surik è anche portato dai meos, i guerrieri più eminenti e solitamente i cacciatori di teste di maggior successo del villaggio. L'arma ha una certa importanza per l'identità culturale del popolo di Timor, al punto che il primo stemma della repubblica di Timor Est presenta due surik incrociati.

Il primo stemma di Timor Est, in uso dal 2002 al 2007.